# Géraldine Bannier
Pour les articles homonymes, voir Bannier.
Géraldine Bannier, née le 22 novembre 1979 à Laval (Mayenne), est une femme politique française. Membre du MoDem, elle est élue députée de la deuxième circonscription de la Mayenne en 2017 et réélue en 2022 et en 2024.

## Biographie

### Situation personnelle
Géraldine Bannier est professeur de lettres classiques dans l'enseignement secondaire. Après avoir enseigné le français, le latin et le grec ancien dans différents collèges, elle est reçue à l'agrégation de lettres classiques en 2015.
Fille d'agriculteurs originaires d'Astillé, elle est célibataire et n'a pas d'enfant.

### Parcours politique

#### Engagement et élections
Membre du MoDem depuis 2007, elle est élue au conseil national ; elle est candidate pour la première fois lors des élections cantonales de 2011 dans le canton de Saint-Berthevin. Suppléante de Jean-Noël Martin, ils obtiennent 7,48 %. Trois ans plus tard, à l'occasion des élections municipales, elle est élue maire de Courbeveille sur une liste sans étiquette.
Rare représentante élue du MoDem en Mayenne, elle est sixième de la liste LR-UDI-MoDem menée par Yannick Favennec dans le département lors des élections régionales de 2015 dans les Pays de la Loire. La tête de liste régionale est Bruno Retailleau.
Lors des élections législatives de 2017, l'accord entre le Mouvement démocrate et La République en marche aboutit à l'investiture de Géraldine Bannier pour  la majorité présidentielle dans la deuxième circonscription de la Mayenne. Elle arrive largement en tête au soir du premier tour, obtenant 38 %, soit près de dix points de plus que le sortant LR Guillaume Chevrollier, qui l'affronte au second tour. Le 18 juin 2017, elle est élue députée avec près de 55 % des suffrages exprimés, ce qui fait d'elle la première femme députée à être élue en Mayenne,.
En application de la loi sur le cumul des mandats, elle démissionne de ses fonctions de maire de Courbeveille le 1er septembre 2017.
Au terme de son premier mandat, elle est à nouveau candidate pour les élections législatives de 2022. Elle reçoit l'investiture officielle de la coalition Ensemble, mais doit affronter la candidature dissidente du maire de Cossé-le-Vivien Christophe Langouët, qui déclare lui aussi soutenir la majorité présidentielle. Elle arrive en tête du premier tour avec 27,1 % des voix, puis s'impose au second tour face au candidat EELV - NUPES Grégory Boisseau, avec 58,62 % des suffrages.
Elle se représente lors des élections législatives anticipées de 2024 sous l'étiquette Ensemble. Elle arrive en tête du premier tour (35,17 % des voix), suivi des candidats Rassemblement national (31,79 %), Jean-Michel Cadenas, et de l'Union de la Gauche (22,77 %), Grégory Boisseau. Lors du second tour, elle bénéficie du désistement de Grégory Boisseau et arrive en tête du scrutin avec 63,98 % des voix .

#### Activité de députée
À l'Assemblée nationale, elle est membre de la commission des Affaires culturelles et de l'Éducation.
Au cours de son mandat, elle s'engage notamment pour la revalorisation des pensions de retraite des agriculteurs et conjoints d'agriculteurs,. Elle vote pour la réintroduction des néonicotinoïdes. Elle se mobilise également sur la question du recrutement des enseignants, particulièrement en lettres classiques.
En 2018, elle est vice-présidente de la commission d'enquête parlementaire sur l'affaire Lactalis.
En 2019, elle s'oppose au gouvernement et au reste de son groupe parlementaire en annonçant voter contre la ratification du traité de libre-échange CETA.
En 2020, lors de la première lecture, elle s'abstient lors du vote de la loi sécurité globale mais vote en faveur de la loi en avril 2021.
Elle est également rapporteure d'une proposition de loi visant à instaurer un « tarif minimal » de frais de livraison sur les livres. La loi est votée et promulguée en 2021.